# La Esperanza, Copán
La Esperanza är en ort i Honduras.   Den ligger i kommunen Copán Ruinas och departementet Departamento de Copán, i den västra delen av landet, 230 km nordväst om huvudstaden Tegucigalpa. La Esperanza ligger 753 meter över havet och antalet invånare är 919.
Terrängen runt La Esperanza är huvudsakligen kuperad, men österut är den platt. Runt La Esperanza är det ganska tätbefolkat, med 90 invånare per kvadratkilometer. Närmaste större samhälle är La Playona, 14,3 km nordost om La Esperanza. Omgivningarna runt La Esperanza är en mosaik av jordbruksmark och naturlig växtlighet.